# Большой Хьюстон
Большой Хьюстон или Хьюстон — Вудлендс — Шугар-Ленд (англ. Greater Houston, Houston–The Woodlands–Sugar Land) — региональная агломерация из девяти округов, расположенный на юго-востоке Техаса вдоль побережья Мексиканского залива. Население агломерации по оценкам переписи на 2018 год составило 6 997 384 человек. Основными городами, образующими агломерацию, являются Хьюстон, Те-Вудлендс, Шугар-Ленд, Бейтаун и Конро. В разговорной речи называемый Большой Хьюстон, район площадью 26 000 квадратных км расположен в округе Харрис, третьем по численности населения округе США, в котором находится город Хьюстон — крупнейший экономический и культурный центр юга с населением 2 325 502 человек. Большой Хьюстон является частью мегарегиона Техасский Треугольник вместе с Даллас-Форт-Уэрт, Большим Остином и Большим Сан-Антонио.
Хьюстон исторически был одним из самых быстрорастущих мегаполисов в Соединенных Штатах; это был самый быстрорастущий в абсолютном выражении в течение года переписи 2013–2014 годов, добавив 156 371 человек. Площадь выросла на 25,2% в период между 1990 и 2000 годами, добавив более 950 000 человек, в то время как население страны увеличилось только на 13,2% за тот же период, и только с 2000 по 2007 год население увеличилось на 910 000 человек. Партнерство Большого Хьюстона проектирует, что столичная область добавит между 4,1 и 8,3 миллионами новых жителей между 2010 и 2050 годами.

## Экономика
Валовой внутренний продукт агломерации Большого Хьюстона в 2017 году составил $490,1 млрд и является четвёртым по величине среди показателей других агломераций. Среди 10 самых густонаселенных мегаполисов в США Хьюстон занял первое место по темпам роста занятости и второе по номинальному росту занятости. В 2006 году мегаполис Хьюстон занял первое место в Техасе и третье в США в категории «Лучшие места для бизнеса и карьеры» от Forbes.
Валовой муниципальный продукт (GMP) в Хьюстоне-Вудлендс-Шугар-Ленд в 2005 году составил 308,7 млрд. долларов США, что на 5,4% больше, чем в 2004 году в постоянных долларах, что несколько превышает валовой внутренний продукт Австрии. К 2012 году GMP вырос до 449 миллиардов долларов, что является четвертым по величине из всех региональных агломераций в Соединенных Штатах. Только 26 стран, кроме Соединенных Штатов, имели ВВП, превышающий ВВП Хьюстона.  Добыча полезных ископаемых, которая в Хьюстоне практически полностью занимается разведкой и добычей нефти и газа, составила 11% от GAP  Хьюстона - по сравнению с 21% в 1985 году. Снижение роли нефти и газа в GAP Хьюстона отражает быстрый рост других секторов - такие как инженерные услуги, медицинские услуги и производство.
Экономическая деятельность района сосредоточена в Хьюстоне, округе Харрис. Хьюстон занимает второе место после Нью-Йорка по количеству штаб-квартир в списке Fortune 500. Город пытался построить банковскую индустрию, но компании, изначально созданные в Хьюстоне, с тех пор объединились с другими компаниями по всей стране. Банковское дело, однако, все еще жизненно важно для региона.
Галвестон Бэй и Буффало Байу вместе образуют один из самых важных транспортных узлов в мире. Порт Хьюстона, порт Техас Сити и порт Галвестон являются основными морскими портами, расположенными в районе Большого Хьюстона.  Этот район также является одним из ведущих центров энергетической промышленности, в частности, нефтепереработки, и многие компании осуществляют крупные операции в этом регионе.  В регионе также находятся крупнейшие нефтехимические производственные площади в мире, в том числе синтетического каучука, инсектицидов и удобрений.  Район также является ведущим в мире центром по строительству нефтепромыслового оборудования. Регион также является крупным центром биомедицинских исследований, аэронавтики и высоких технологий.
Большая часть успеха региона как нефтехимического комплекса обеспечивается его искусственным Хьюстонским Судоходным Каналом. Именно благодаря этому, многие жители переехали в Хьюстон из других штатов США, а также из сотен стран мира. В отличие от большинства мест, где высокие цены на топливо считаются вредными для экономики, как правило, считаются выгодными для Хьюстона, поскольку многие заняты в энергетической отрасли. В Бэйтауне, Пасадене / Ла-Порте и Техас-Сити находятся одни из крупнейших в регионе нефтехимических заводов, хотя основные операции можно найти в Хьюстоне, Анауаке, Клюте. Галвестон имеет самый большой терминал круизных судов в Техасе (и 12-й по величине в мире). Остров, а также район Клир Лэйк, являются основными зонами отдыха и туризма в регионе.
В Хьюстоне находится Техасский медицинский центр - крупнейший медицинский центр в мире.  Галвестон является домом для одной из двух национальных биоконтролирующих лабораторий в Соединенных Штатах.
Ежегодное влияние Университета Хьюстона на экономику Хьюстона приравнивается к значению крупной корпорации: ежегодно в Хьюстон привлекаются 1,1 млрд. долл. США, общий экономический эффект - 3,13 млрд. долл. США, и создается 24 000 рабочих мест на местах.  Это в дополнение к 12 500 новым выпускникам, которых университет выпускает каждый год, которые поступают на работу в Хьюстон и по всему Техасу. Эти выпусники имеют тенденцию оставаться в Хьюстоне; через пять лет 80,5% выпускников все еще живут и работают в регионе.
Шугар-Ленд является домом для второй по величине экономической активности и пятым по величине городом в столичном регионе. Здесь есть самый важный экономический центр в округе Форт-Бенд. В городе находятся Imperial Sugar, Nalco Champion и штаб-квартира Western Airways.

## География
По данным Бюро переписи населения США, статистическая региональная агломерация Хьюстон-Вудлендс-Шугар-Лэнд имеет общую площадь 26 060 км², из которых 23 130 км² - это земля, а 2 930 км² покрыты водой. Этот регион немного меньше, чем штат Массачусетс, и немного больше, чем штат Нью-Джерси. Департамент по управлению и бюджету объединяет Хьюстон-Вудлендс-Шугар-ленд с четырьмя более мелкими статистическими региональными агломерациями (Бэй-Сити, Бренхем, Эль-Кампо и Хантсвилл), что формирует комбинированную статистическую зону Хьюстон-Вудлендс Техаса. Региональная агломерация расположена в биоме Прибрежных Равнин Залива, и ее растительность классифицируется как умеренный луг. Большая часть урбанизированной территории была построена на территории лесов, болот,  или прерий, остатки которых все еще можно увидеть в прилегающих районах.
Особого внимания заслуживают Кэти-Прери (англ. Katy Prairie) на западе, Большая Чаща (Big Thicket) на северо-востоке и экосистема Галвестонского залива (Galveston Bay) на юге. Кроме того, регион пересекают несколько речек и заболоченных рукавов рек, которые обеспечивают существенный дренаж во время осадков; Некоторые из наиболее заметных водных путей включают Буффало Байу (Buffalo Bayou), на котором был основан Хьюстон, Белый Дуб Байу (White Oak Bayou), Брейс Байу (Brays Bayou), Спринг-Крик ([Spring Creekhttps://www.hcfcd.org/Find-Your-Watershed/Spring-Creek Spring Creek]) и реку Сан-Хасинто (San Jasinto). В верхнем водосборном бассейне Буффало-Байу расположены два крупных водохранилища для борьбы с наводнениями: Баркер и Аддикс, которые обеспечивают общее хранение 493 392 000 кубических метров во время сильных дождевых осадков и покрывают общую площадь земли  106 км². [16] Плоская топография Большого Хьюстона, восприимчивость к сильным дождевым явлениям, высокий уровень непроницаемой поверхности и естественные дренажные каналы неадекватного размера делают его особенно восприимчивым к катастрофическим наводнениям.

### Геология
В основе континентальной коры Хьюстона лежат неуплотненные глины, глинистые сланцы и плохо цементированные пески глубиной до нескольких миль. Геология региона развивалась из ручьев, образовавшихся в результате эрозии Скалистых гор (англ. Rocky Mountains). Эти отложения состоят из ряда песков и глин, осажденных на разлагающиеся органические остатки, которые со временем превращаются в нефть и природный газ. Под этими ярусами находится водоносный слой галита - каменной соли. Пористые слои сжимались со временем и выдавливались вверх. По мере того как она двигалась вверх, соль притягивала окружающие отложения в форме куполов, часто задерживая нефть и газ, которые просачивались из окружающих пористых песков.
Эта густая, богатая почва также обеспечивает хорошие условия для выращивания риса на окраине пригорода, в которую продолжает расти город вблизи Кэти. Доказательства прошлого выращивания риса все еще очевидны в развитых районах, так как существует изобилие темного, суглинистого верхнего слоя почвы. В Хьюстоне, как правило, не бывает землетрясений. Несмотря на то, что под городом Хьюстон находится 150–300 активных разломов общей длиной до 500 км, глина под поверхностью предотвращает накопление трения, которое приводит к образованию землетрясений. Эти разломы обычно движутся с плавной скоростью, что называется «расползанием разломов».

### Климат
Подробнее в разделе Хьюстон Климат

### Список ураганов
Список тропических штормов и ураганов обрушившихся на этот регион:
- Галвестонский ураган (1900), который опустошил Галвестон и стал самым смертоносным стихийным бедствием в истории Соединенных Штатов, в результате которого погибло от 6 000 до 12 000 человек.
- Галвестонский ураган (1915). Первый шторм после постройки дамбы в Галвестоне. Погибло 11 человек.
- Ураган Карла (1961) был самым последним ураганом категории 4, обрушившимся на Техас до Харви в 2017 году. Погибло 35 человек.[24]
- Ураган Алисия (1983 г.) поразил этот район как 3-й категории и был в то время самым дорогим атлантическим ураганом. Погибло 21 человек.[24]
- Тропический шторм Эллисон (2001), до Харви, вызвал самое сильное наводнение в истории Хьюстона. Погибло 23 человека.[24]
- Ураган Рита (2005) вызвал одну из крупнейших эвакуаций в истории Соединенных Штатов после урагана Катрина.
- Тропический шторм Эрин (2007) был довольно слабым тропическим штормом, который обрушился на Техас, но принес серьезные последствия для Оклахомы.
- Ураган Айк (2008) принес разрушительный штормовой нагон на побережье и урон ветром в город. Погибло 100 человек.
- Ураган Харви (2017) принес разрушительное наводнение, в результате которого региону было нанесено более 100 миллиардов долларов ущерба. Погибло 103 человека.

## Округа Региональной Агломерации

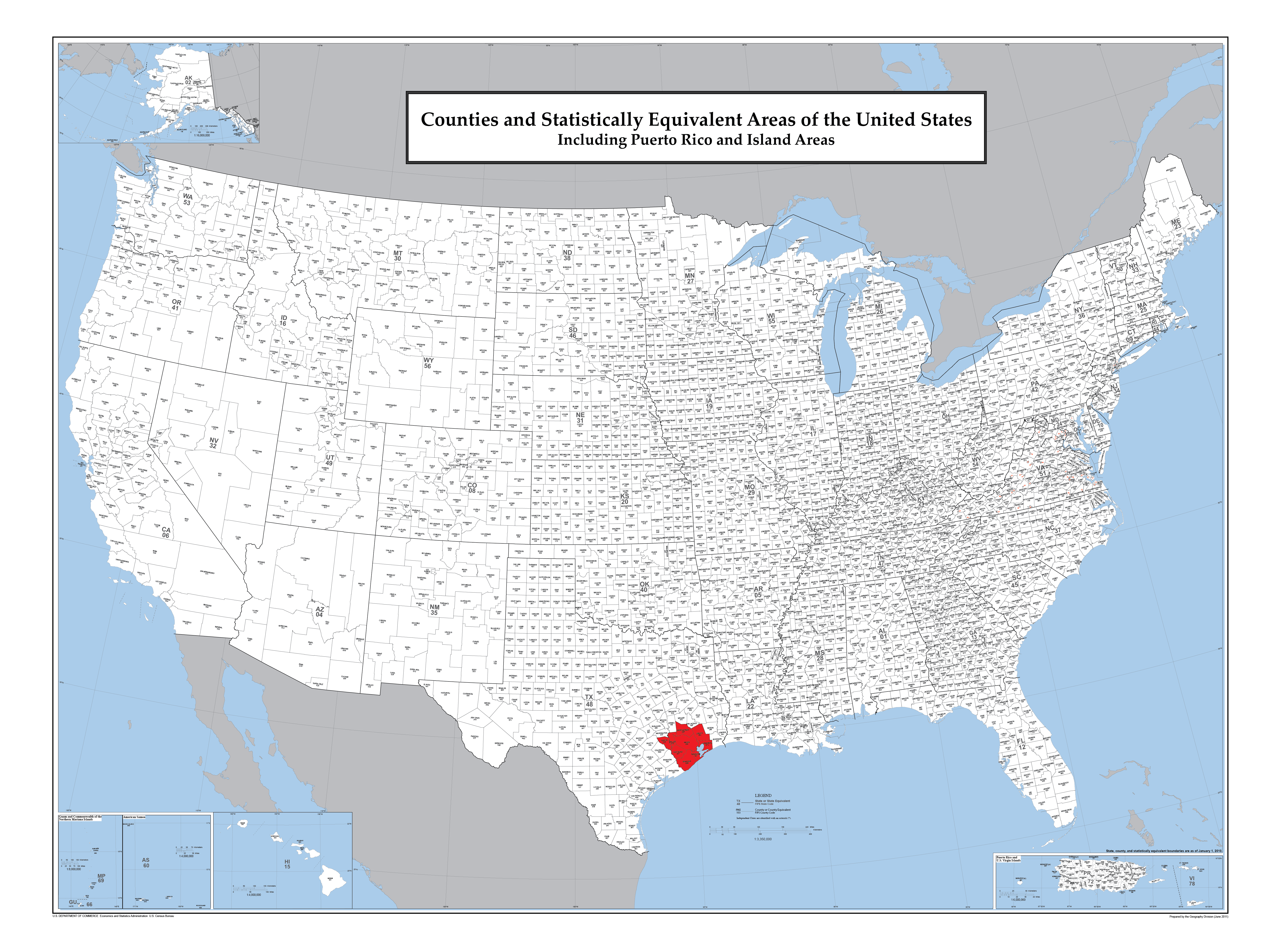
Выделено красным.

Согласно Департаменту по управлению и бюджету, территория Хьюстон — Вудлендс — Шугар-Ленд охватывает девять округов Техаса.
Они перечислены ниже с данными о численности населения по данным бюро переписи населения США на 2018 год:
- Округ Харрис — 4 698 619[25]
- Округ Форт-Бенд — 787 858[25]
- Округ Монтгомери — 590 925[25]
- Округ Бразория — 370 200[25]
- Округ Галвестон — 337 890[25]
- Округ Либерти — 86 323[25]
- Округ Уоллер — 53 126[26]
- Округ Чеймберс — 42 454[26]
- Округ Остин — 29 989[26]

## Галерея

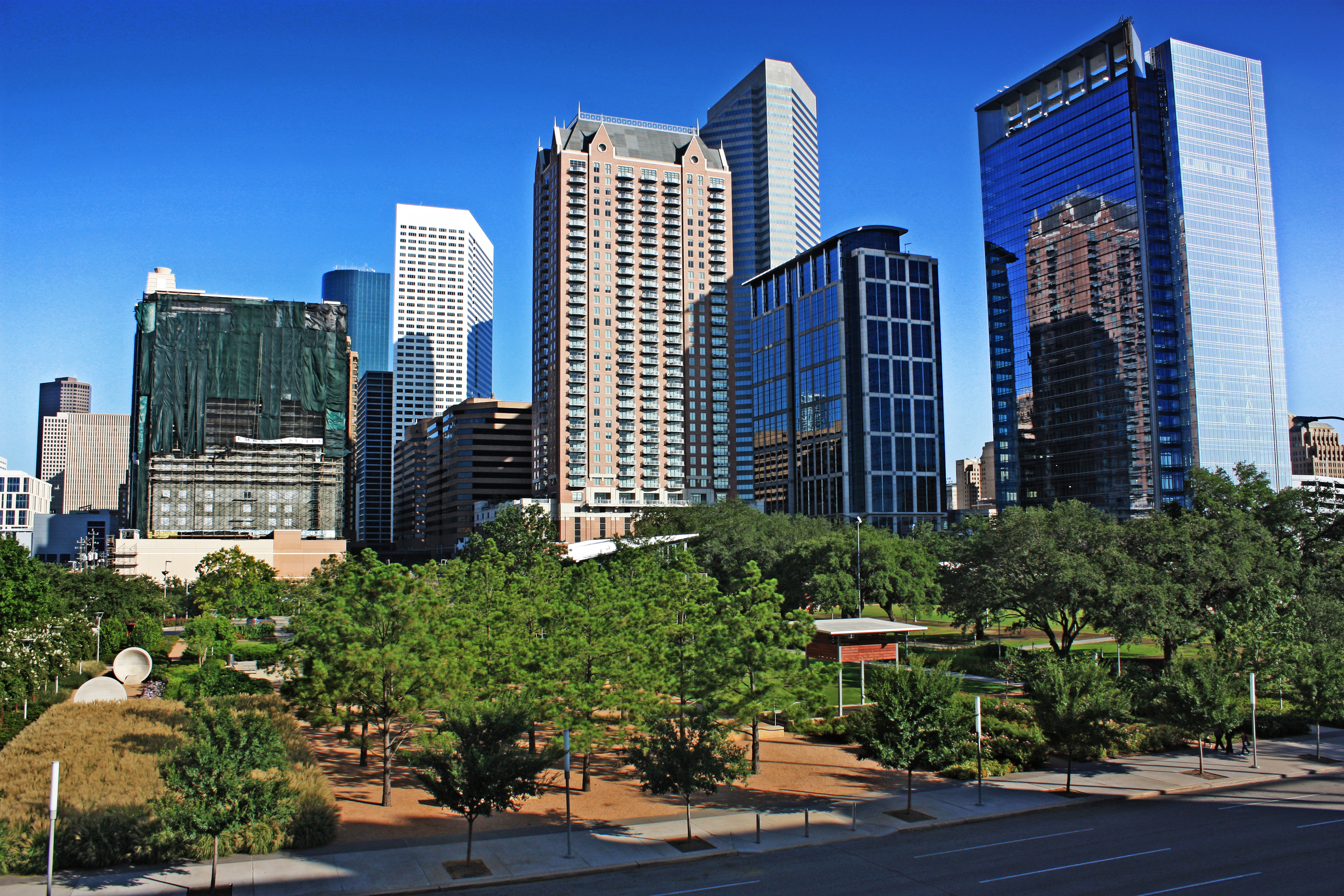
Хьюстон
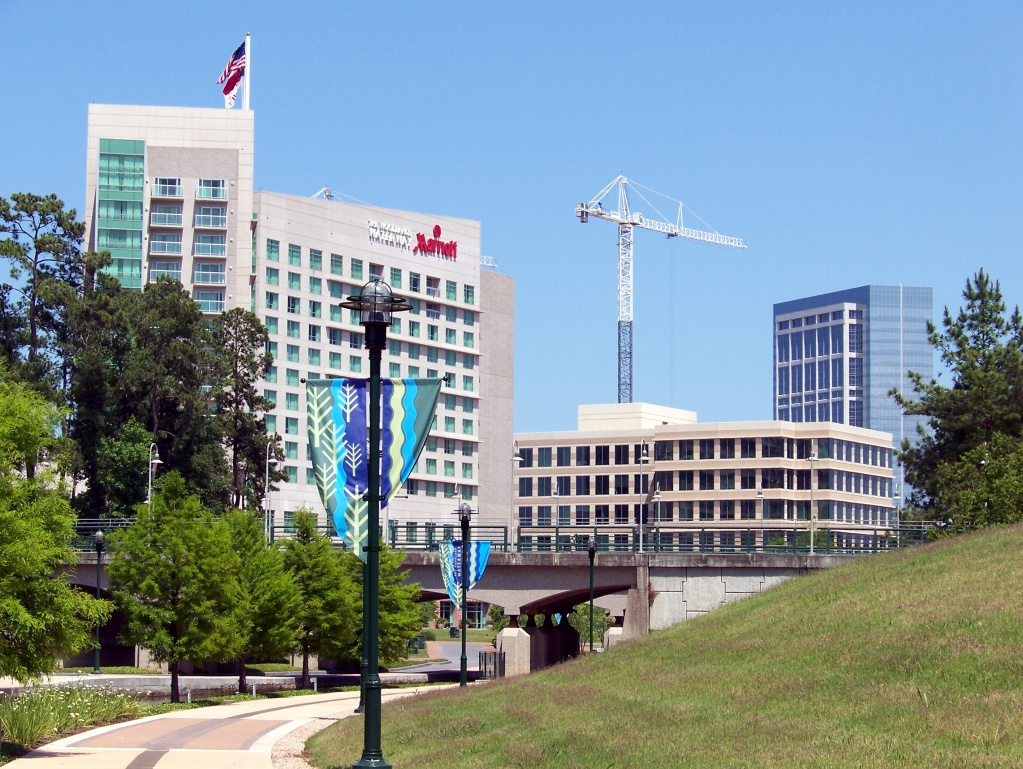
Те-Вудлендс
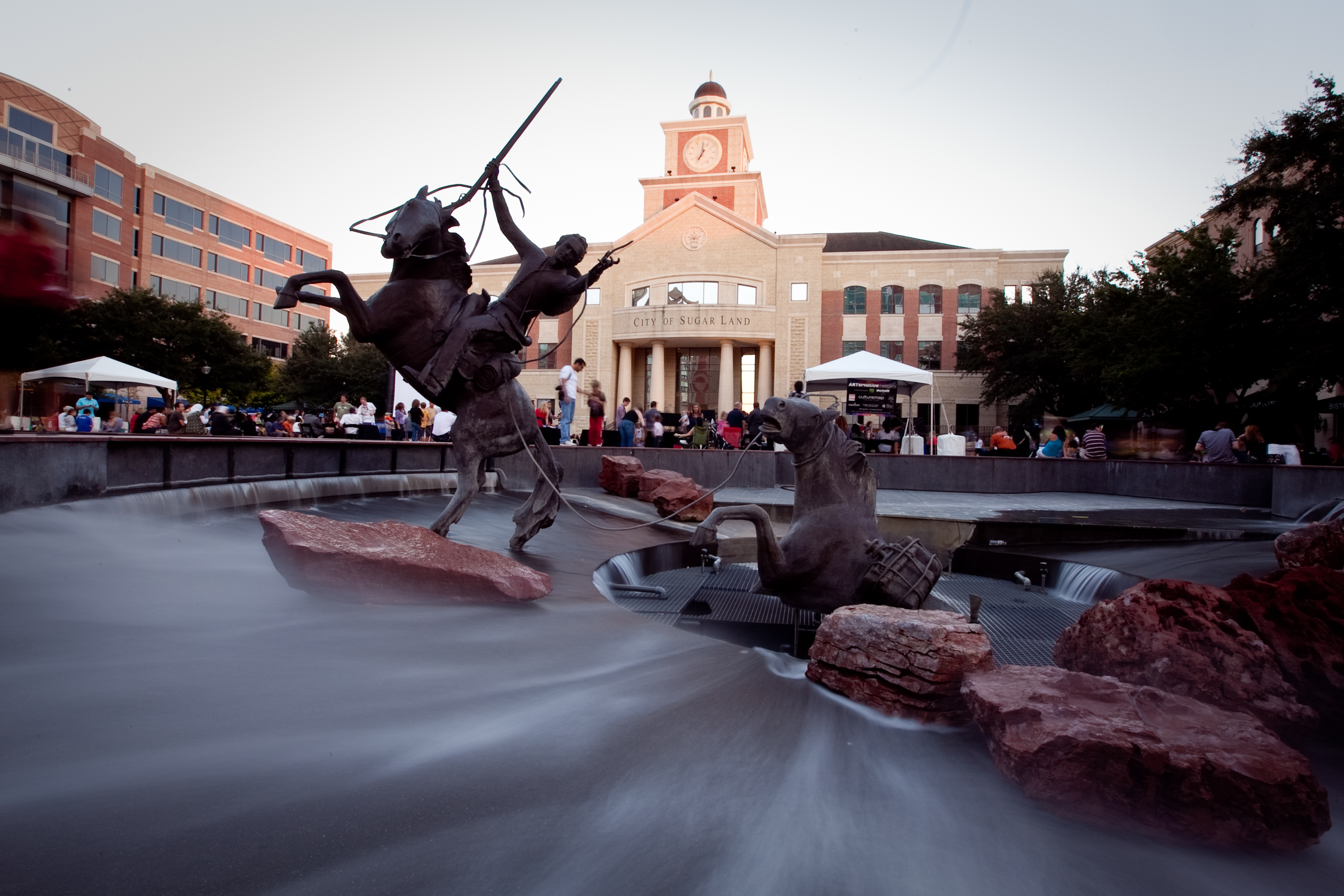
Шугар-Ленд